# Amárantos (ort i Grekland, Trikala)
Amárantos är en ort i Grekland.   Den ligger i prefekturen Trikala och regionen Thessalien, i den centrala delen av landet, 280 km nordväst om huvudstaden Aten. Amárantos ligger 743 meter över havet och antalet invånare är 330.
Terrängen runt Amárantos är kuperad åt nordväst, men åt sydost är den bergig. Runt Amárantos är det glesbefolkat, med 9 invånare per kvadratkilometer. Närmaste större samhälle är Metsovo, 19,3 km väster om Amárantos. I omgivningarna runt Amárantos växer i huvudsak blandskog.